# NGC 6908
NGC 6908 este o galaxie situată în constelația Capricornul. A fost descoperită în 24 septembrie 1864 de către Albert Marth. Se află la o distanță de 45,62 de megaparseci de Pământ.